# جورج فريدريك تشارلز سيرل
جورج فريدريك تشارلز سيرل (بالإنجليزية: George Frederick Charles Searle) (و. 1864 – 1954 م) هو فيزيائي من المملكة المتحدة . ولد في كامبريدجشير .
وكان عضواً في الجمعية الملكية .

## جوائز
حصل على جوائز منها:
- زمالة الجمعية الملكية.